# Willy Maertens
Wilhelm „Willy“ Hermann August Maertens (* 30. Oktober 1893 in Braunschweig; † 28. November 1967 in Hamburg) war ein deutscher Schauspieler, Theaterregisseur, Theaterintendant und Schauspiellehrer.

## Leben
Willy Maertens, der in Braunschweig zur Welt kam, wandte sich früh der Schauspielerei zu. Vor dem Ersten Weltkrieg begann er seine Laufbahn in Berlin, wo er seine Schauspielausbildung erhielt. Danach kam er nach Nürnberg („Intimes Theater“). Dann folgte ein Engagement an das Sommertheater Salzgitter. Die weiteren Stationen vor seiner Einberufung zum Militär und damit zum Kriegseinsatz waren Sondershausen, Rudolstadt und Arnstadt in Thüringen. Nach Kriegsende waren ab 1918 die weiteren Stationen Wismar, Bromberg, Elbing, Salzbrunn, Hannover, Saarbrücken und Braunschweig.
Im Jahre 1927 ging er nach Hamburg an das dortige Thalia Theater. Dort war er 12 Jahre ausschließlich als Schauspieler tätig, ab 1939 auch häufig als Regisseur. Als das Theater 1945 durch Bombenangriffe zerstört worden war, übernahm er von Robert Meyn die Intendanz des Hauses. Ein Jahr später konnte die Spielstätte mit Was ihr wollt von William Shakespeare provisorisch wieder eröffnet werden. Am 3. Dezember 1960 erfolgte die Eröffnung des vollständig restaurierten Gebäudes mit dem Stück Die heilige Johanna von George Bernard Shaw. Darüber hinaus war der vielseitige Künstler auch als Schauspiellehrer tätig. Zu seinen Schülern zählten beispielsweise Manfred Steffen und die Ohnsorg-Schauspieler Karl-Heinz Kreienbaum und Heinz Lanker. 1964 gab Maertens die Leitung des Hauses an Kurt Raeck ab.
Zu den bekanntesten Hauptrollen, die er auf der Bühne spielte, gehörten u. a.:
- Emanuel Striese In  Der Raub der Sabinerinnen von Franz und Paul von Schönthan,
- Gabriel Fabre in Mein Sohn, der Herr Minister von André Birabeau
- Beringer in Ich – erste Person Einzahl  von Lewis Grant Wallace und
- Herr Orgon in Der Tartuffe von Molière.

Nach dem Zweiten Weltkrieg begann seine Karriere beim Film und später auch beim Fernsehen. Zuvor spielte er nur 1940/1941 eine Nebenrolle in dem Film Anschlag auf Baku. Hauptrollen verkörperte er zum Beispiel in Arche Nora (1948), Nur eine Nacht (1950), Unter den tausend Laternen (Die Stimme des Anderen) (1952), Biedermann und die Brandstifter (1958) oder  Der Raub der Sabinerinnen (1959). Man sah ihn auch in vielen größeren und kleineren Nebenrollen populärer Filme, wie in dem Episodenfilm In jenen Tagen (1947), Keine Angst vor großen Tieren (1953), Der Hauptmann von Köpenick (1956) oder Nacht fiel über Gotenhafen (1959).
In dem vermutlich ersten nach dem Kriege produzierten Hörspiel sprach Maertens die Titelrolle des Hauptmanns von Köpenick. Die Erstausstrahlung fand am 3. September 1945 beim damaligen Sender Radio Hamburg statt. In diesem Medium spielte er öfter als bei Film und Fernsehen Hauptrollen. Er soll in den 1940er und 1950er Jahren zudem als Synchronsprecher tätig gewesen sein.
Der Senat zeichnete ihn 1967 mit der Medaille für Kunst und Wissenschaft der Freien und Hansestadt Hamburg aus.

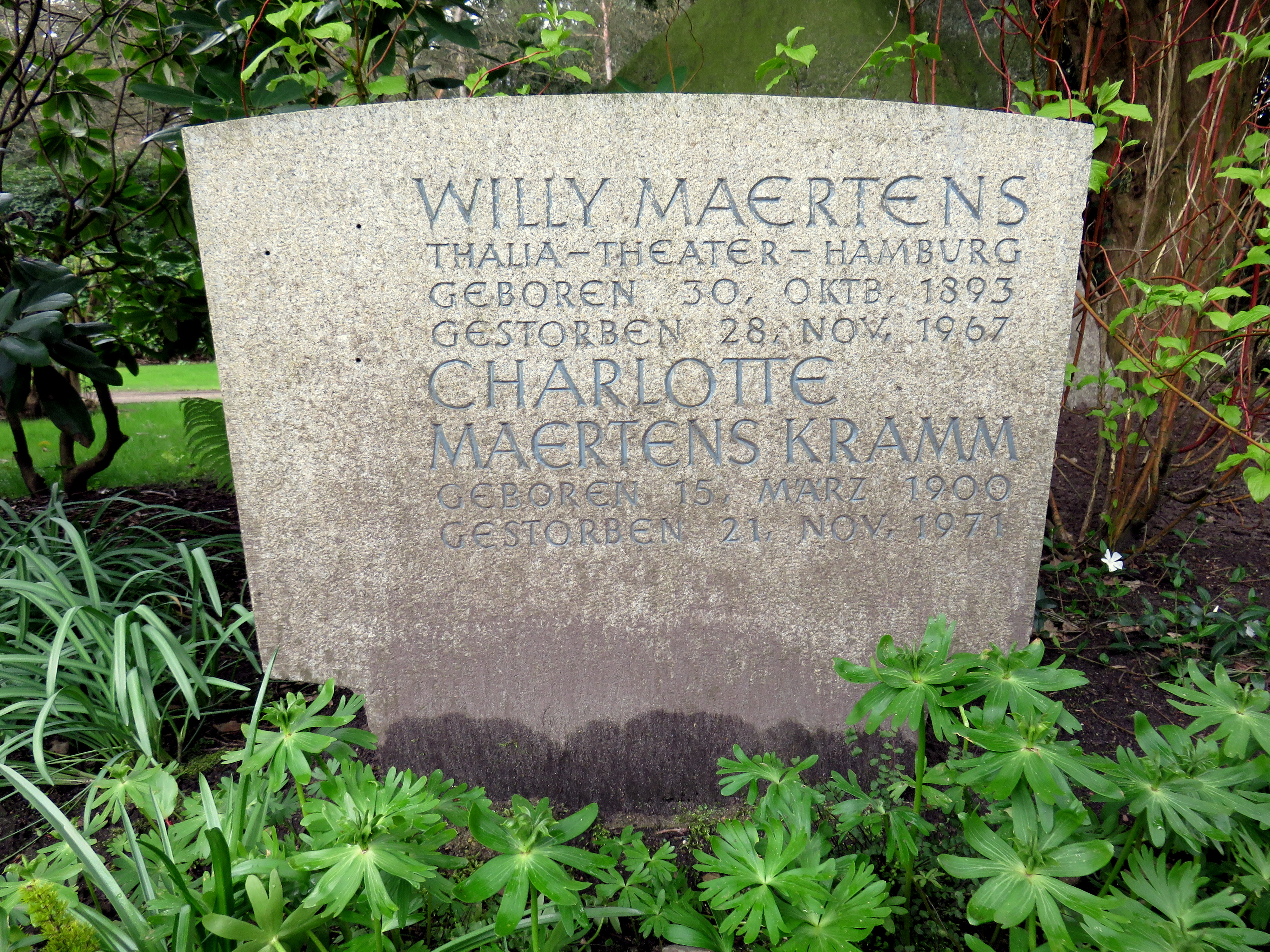
Grabstein im
Garten der Frauen auf dem Ohlsdorfer Friedhof

Willy Maertens war mit seiner Schauspielkollegin Charlotte Kramm (1900–1971) verheiratet. Sie war von 1932 bis zu ihrem Tode wie ihr Mann Mitglied des Thalia Theaters. Allerdings erhielt sie wegen ihrer jüdischen Abstammung in der Zeit des Nationalsozialismus ab 1935 Auftrittsverbot. Sie überlebte den Holocaust, weil der mit dem Ehepaar befreundete Präsident der Reichstheaterkammer die Anfrage nach der „arischen“ Abstammung von Frau Kramm mit dem Vermerk „Bereits erledigt“ versah. Der Sohn Peter Maertens (1931–2020) war wie seine Eltern Schauspieler und auch am Thalia Theater engagiert. Auch die Enkelkinder Michael, Kai und Miriam Maertens arbeiten als Schauspieler.
Willy Maertens starb am 28. November 1967 in Hamburg und wurde wie vier Jahre später seine Frau auf dem Friedhof Ohlsdorf beigesetzt. Die Grabstätte ist inzwischen aufgelöst, der Grabstein jedoch im Garten der Frauen wieder aufgestellt worden.

## Filmografie
- 1942: Anschlag auf Baku – Regie: Fritz Kirchhoff
- 1947: In jenen Tagen – Regie: Helmut Käutner
- 1948: Arche Nora – Regie: Werner Klingler
- 1948: Der Apfel ist ab – Regie: Helmut Käutner
- 1950: Absender unbekannt – Regie: Ákos Ráthonyi
- 1950: Nur eine Nacht – Regie: Fritz Kirchhoff
- 1950: Der Schatten des Herrn Monitor – Regie: Eugen York
- 1951: Schön muß man sein – Regie: Ákos Ráthonyi
- 1951: Engel im Abendkleid – Regie: Ákos Ráthonyi
- 1952: Die Stimme des Anderen – Regie: Erich Engel
- 1952: Toxi – Regie: Robert A. Stemmle
- 1952: Oh, du lieber Fridolin – Regie: Peter Hamel
- 1952: Ich warte auf Dich – Regie: Volker von Collande
- 1953: Der Hund im Hirn – Regie: Carl-Heinz Schroth (Fernsehfilm)
- 1953: Keine Angst vor großen Tieren – Regie: Ulrich Erfurth
- 1954: Geständnis unter vier Augen – Regie: André Michel
- 1954: Bei Dir war es immer so schön – Regie: Hans Wolff
- 1954: Im sechsten Stock – Regie: John Olden (Fernsehfilm)
- 1954: Konsul Strotthoff – Regie: Erich Engel
- 1954: Drei vom Varieté – Regie: Kurt Neumann
- 1955: Musik, Musik und nur Musik – Regie: Ernst Matray
- 1955: Wie werde ich Filmstar?
- 1956: Wenn wir alle Engel wären – Regie: Günther Lüders
- 1956: Die Ehe des Dr. med. Danwitz – Regie: Arthur Maria Rabenalt
- 1956: Mädchen mit schwachem Gedächtnis – Regie: Géza von Cziffra
- 1956: Der Hauptmann von Köpenick – Regie: Helmut Käutner
- 1956: Skandal um Dr. Vlimmen – Regie: Arthur Maria Rabenalt
- 1957: Nachts im Grünen Kakadu – Regie: Georg Jacoby
- 1958: Biedermann und die Brandstifter – Regie: Fritz Schröder-Jahn (Fernsehfilm)
- 1958: Der Mann, der nicht nein sagen konnte – Regie: Kurt Früh
- 1958: Das haut einen Seemann doch nicht um – Regie: Arthur Maria Rabenalt
- 1959: Nacht fiel über Gotenhafen – Regie: Frank Wisbar
- 1959: Frau im besten Mannesalter – Regie: Axel von Ambesser
- 1959: Der Raub der Sabinerinnen – Regie: Hermann Pfeiffer (Fernsehfilm)
- 1959: Natürlich die Autofahrer – Regie: Erich Engels
- 1959: Die schöne Lügnerin – Regie: Axel von Ambesser
- 1960: Nach all der Zeit – Regie: Hans Lietzau (Fernsehfilm)
- 1961: Unseliger Sommer Regie: Gustav Burmester (Fernsehfilm)
- 1961: Das Wunder des Malachias – Regie: Bernhard Wicki
- 1961: Der Lügner – Regie: Ladislao Vajda
- 1962: Annoncentheater – Ein Abendprogramm des deutschen Fernsehens im Jahre 1776 – Regie: Helmut Käutner (Fernsehfilm)
- 1963: Hafenpolizei, Folge: Der Blindgänger – Regie: John Olden (Fernsehserie)
- 1964: Koll – Regie: Claus Peter Witt (Fernsehfilm)
- 1964: Hafenpolizei, Folge: Der Betriebsausflug – Regie: John Olden (Fernsehserie)
- 1965: Ein Volksfeind – Regie: Oswald Döpke (Fernsehfilm)
- 1965: Jennifer…? (Fernsehfilm)
- 1965: Onkel Phils Nachlaß – Regie: Frank Wisbar (Fernsehfilm)
- 1966: Standgericht – Regie: Rolf Busch (Fernsehfilm)
- 1967: Frank V. – Opfer einer Privatbank – Buch und Regie: Friedrich Dürrenmatt (Fernsehfilm)
- 1968: Zimmer 13, Folge: Die Herren kennen sich – Regie: Wolfgang Glück (Fernsehserie)

## Hörspiele
- 1945: Der Hauptmann von Köpenick (Wilhelm Voigt) – Autor: Carl Zuckmayer, Regie: Helmut Käutner, mit Eduard Marks, Fita Benkhoff, Inge Meysel, Gustav Knuth
- 1950: Die wundertätigen Bettler (Aljoschka) – Regie: Gustav Burmester, mit Eduard Marks, Arnim Waldeck-Süssenguth, Joseph Offenbach
- 1952: Aus dem Leben eines Arztes. Der Chirurg Ferdinand Sauerbruch erzählt (Ferdinand Sauerbruch) – Regie: Fritz Schröder-Jahn, mit Eduard Marks, Mirjam Ziegel-Horwitz, Hans Paetsch
- 1952: Meine Nichte Susanne (Dr. Gratin, Zahnarzt) – Regie und Sprecher: Carl-Heinz Schroth, mit Christl Mardayn, Erwin Linder, Eduard Marks
- 1953: Die Hutdynastie (Untersuchungsrichter) – Regie: Detlof Krüger, mit Heinz Klevenow, Gisela Trowe, Wolfgang Arps
- 1954: Schnapsidee (Humorist) – Regie: Gert Westphal, mit Gerlach Fiedler, Helmut Peine, Max Walter Sieg, Erwin Linder
- 1955: Der Passagier vom 1. November  (Rinquet) – Autor: Georges Simenon, Regie: Fritz Schröder-Jahn, mit Hanns Lothar, Walter Richter, Max Walter Sieg, Erwin Linder
- 1955: Die Dame im grünen Schleier (Wirt) – Regie: Gerlach Fiedler, mit Carl Voscherau, Ernst von Klipstein, Walter Grüters
- 1956: Akte 414 – Wilhelm Voigt (Wilhelm Voigt) – Regie: Kurt Reiss, mit Hilde Krahl, Heinz Ladiges, Werner Rundshagen, Heinz Klevenow
- 1956: An den Ufern der Plotinitza (Agent des Sultans von Blavazien) – Regie: Fritz Schröder-Jahn, mit Joachim Teege, Hannelore Schroth, Joseph Offenbach, Josef Dahmen
- 1957: Der Mann, der nicht schlafen konnte (Hickley) – Regie: Hans Rosenhauer, mit Hartwig Sievers, Hanns Lothar, Josef Dahmen
- 1957: Die Früchte des Kaktus (Jacobi) – Regie: Fritz Schröder-Jahn, mit Jürgen Goslar, Otto Kurth, Gisela von Collande
- 1957: Abendstunde im Spätherbst (Fürchtegott Hofer) – Autor: Friedrich Dürrenmatt, Regie: Gustav Burmester, mit Ernst Schröder, Wolff Lindner, Kurt Fischer-Fehling
- 1958: Menschen im Hotel (Otto Kringelein) – Regie: Heinz-Günter Stamm, mit Paul Dahlke, Brigitte Horney, Erik Schumann
- 1958: Das Lied der Drehorgel (Inspektor Thomson) – Regie: Heinz-Günter Stamm, mit Heinz Schimmelpfennig, Karl John, Ernst Walter Mitulski, Fritz Rasp
- 1958: Die Saline (Präsident) – Regie: Fritz Schröder-Jahn, mit Erich Schellow, Ella Büchi, Marlene Riphahn, Siegfried Lowitz
- 1960: Der Reigenprozeß (Theaterdirektor Maximilian Sladek) – Regie: Fritz Schröder-Jahn, mit Horst Uhse, Anja Buczkowski, Friedrich von Bülow, Wolfgang Büttner
- 1961: Dunkle Erbschaft, tiefer Bayou (Mike Solomon, sen.) – Regie: Fritz Schröder-Jahn, mit Hans Lietzau, Gerda Schöneich, Inge Meysel, Julia Costa
- 1961: Dichter Nebel (Fürst Ugarow) – Regie: Fritz Schröder-Jahn, mit Heinz Klevenow, Else Ehser, Katharina Brauren, Rita Graun
- 1963: Alchimons Apfel – Regie: Gert Westphal, mit Hermann Schomberg, Hanns Lothar, Karl-Heinz Gerdesmann, Volker Brandt
- 1963: Schattenspiele (Reklameboß) – Regie: Kraft-Alexander zu Hohenlohe-Oehringen, mit Hans-Helmut Dickow, Horst Richter, Harry Gondi, Udo Wulff
- 1963: Bornhofer (Der Alte) – Regie: Fritz Schröder-Jahn, mit Else Ehser, Annemarie Schradiek, Heinz Reincke